# 小林しのぶ (ジャーナリスト)
小林 しのぶ（こばやし しのぶ、5月25日 - ）は、日本のジャーナリスト、風土ジャーナリスト、フードアナリスト。

## 経歴
千葉県香取市で誕生する。祖父も父も新聞記者だった影響で、子供の頃から書くことが好きで、書く仕事につきたいと考える。一時は詩人も志願したが、詩を書いて本が売れる時代ではないと考え、ジャーナリストを志す。
学生時代に父親の伝手で「週刊朝日」でのアルバイトで記事を書く。他にも朝日新聞社内の雑誌「朝日旅の百科」「フットワーク」で委嘱記者を続けていたが、「週刊朝日」に出入りしていた編集プロダクションに誘われて、そちらの方がテーマが自由と考えて、そちらに就職する。その後、JTBパブリッシングの月刊誌「旅」の編集者が駅弁に着目し、連載記事を持ちかけてきたことで、駅弁の取材を始める。駅弁の味や奥深さを思い知り、旅行では必ず駅弁を食べるようになる。
駅弁をこよなく愛好しており、「エキベニスト」を名乗っている。2022年（令和4年）時点で駅弁の食べ歩きが30年以上、食べた駅弁の数が5000以上におよぶことから「駅弁の女王」と呼ばれる。日本全国各地の駅弁の調製元にも精通しており、東京駅の「1000号はっこう弁当」「東京もちべん」など、駅弁調製元と共同企画による新作駅弁も多い。駅弁のみならず、高速道路の「どら弁」、飛行機の「空弁」にも精通している。
東日本高速道路で展開されている「どら弁当」シリーズの監修、日本フードアナリスト協会の評議委員も務めている。
雑誌、新聞、ウェブサイトに連載を多く持ち、駅弁のほかにポルトガル、カジノ、郷土食、温泉、日本旅館などの題材を得意としている。テレビ、ラジオ出演、講演も多い。
著作『すごい駅弁!』の共著者である作家・写真家の矢野直美は、小林の語り口の表現の豊かさ、その駅弁を食べたことのない者に対して想像力をかきたてる力、駅弁の調整元への思いや情熱を高く評価している。
また、2002年からシンガーソングライター・山木康世のマネージャーでもある。

## 著作
- 『ニッポン駅弁大全』文藝春秋、2005年4月。ISBN 978-4-16-366660-0。
- 『全国五つ星の駅弁・空弁』東京書籍、2009年6月5日。ISBN 978-4-487-80342-2。
- 『駅弁スーパーレディ 駅弁女将細腕奮闘記』ぶんぶん書房、2008年4月。ISBN 978-4-938801-68-7。
- 『すごい駅弁!』メディアファクトリー、2008年9月30日。ISBN 978-4-8401-2440-9。（矢野直美との共著）

他、多数